# Jerry Hoyt
 Jerry Hoyt  fou un pilot estatunidenc de curses automobilístiques nascut el 29 de gener del 1929 a Chicago, Illinois.
Hoyt va córrer a la Champ Car a les temporades 1950-1955 incloent-hi la cursa de les 500 milles d'Indianapolis de 1950 i 1953-1955 (fent la pole el 1955).
Jerry Hoyt va morir el 10 de juliol del 1955 disputant una cursa a Oklahoma.

## Resultats a la Indy 500
| Any    | Cotxe  | Sortida | Vel. mitja | Ranking | Final  | Voltes | V. líder | Retirat          |
| ------ | ------ | ------- | ---------- | ------- | ------ | ------ | -------- | ---------------- |
| 1950   | 81     | 15      | 129.520    | 31      | 21     | 125    | 0        | a 13 voltes      |
| 1953   | 55     | 7       | 135.731    | 24      | 23     | 107    | 0        | Sobreescalfament |
| 1954   | 99     | 30      | 137.825    | 27      | 26     | 130    | 0        | Motor            |
| 1955   | 23     | 1       | 140.045    | 10      | 31     | 40     | 0        | Pèrdua d'oli     |
| Totals | Totals | Totals  | Totals     | Totals  | Totals | 402    | 0        |                  |

| Curses       | 4 |
| Poles        | 1 |
| Voltes líder | 0 |
| Victòries    | 0 |
| Top 5        | 0 |
| Top 10       | 0 |
| Retirades    | 3 |

## A la F1
El Gran Premi d'Indianapolis 500 va formar part del calendari del campionat del món de la Fórmula 1 entre les temporades 1950 a la 1960.
Els pilots que competien a la Indy durant aquests anys també eren comptabilitats pel campionat de la F1.
Jerry Hoyt va participar en 4 curses de F1, debutant al Gran Premi d'Indianapolis 500 del 1950.

### Palmarès a la F1
- Participacions: 4
- Poles: 1
- Voltes Ràpides: 0
- Victòries: 0
- Pòdiums: 0
- Punts vàlids per la F1: 0